# Cyclopia galioides
Cyclopia galioides là một loài thực vật có hoa trong họ Đậu. Loài này được (Bergius) DC. miêu tả khoa học đầu tiên.